# Trivimi Velliste
Trivimi Velliste est un homme politique estonien.

## Biographie
Trivimi Velliste est né le 4 mai 1947 à Tartu, en Estonie. Il est actuellement député du Riigikogu représentant la circonscription électorale de Pärnumaa.
En 1988, il a reçu le deuxième prix Rafto.